# Semailles BC
Semailles BC  was een toonaangevende Brusselse basketbalploeg in de naoorlogse periode; aangesloten bij de basketbalbond met stamnummer 38. "Les Semailles" was een naschoolse kring gevormd door de oud-leerlingen van de Brusselse school nr 6 opgericht circa 1918 net na de Eerste Wereldoorlog. Rond 1935 begon deze kring de basketbal sport te beoefenen, eerst in schoolverband daarna in de Brabantse provinciale competitie. Bij de heropstart van de competitie in 1945-1946 behaalde men een eerste titel in een reeks van zes opeenvolgende landstitels. Tot het seizoen 1960-1961 kon Semailles BC zich handhaven in de hoogste afdeling.
De ploeg werd slachtoffer van een te late en steeds uitgestelde spelershernieuwing men teerde te lang op de gebroeders en sterspelers Henri en Ange Hollanders. Na twee seizoenen in de tweede afdeling degradeerde de club en speelde vanaf seizoen 1963-1964 in de derde afdeling. Op het einde van seizoen 1967-1968 werd er gedegradeerd naar de vierde afdeling. Omwille van het vertrek van enkele spelers en financiële problemen bleef men inactief in vierde afdeling tijdens het seizoen 1968-1969 , in juni 1969 nam men ontslag bij de basketbalbond en verdween bijgevolg de eens zo roemrijke club met zes titels en vier bekeroverwinningen.